# Gerardo Jofré
Juan Gerardo Jofré Miranda (5 de octubre de 1949) es un ingeniero comercial, académico, consultor y empresario chileno, expresidente del directorio de la estatal Corporación Nacional del Cobre de Chile (Codelco-Chile).

## Familia y estudios
Realizó sus estudios superiores en la carrera de ingeniería comercial en la Pontificia Universidad Católica (PUC). Casado con Mercedes Cifuentes, es padre de dos hijos.

## Carrera profesional
En los años 1980 fue asesor de Hernán Büchi, ministro de Hacienda de la dictadura militar del general Augusto Pinochet entre 1985 y 1989. En esa función estuvo a cargo de temas de políticas gubernamentales y presupuestos. También fue jefe de los departamentos de Estudios y Control Financiero del Área de Seguros de la Superintendencia de Valores y Seguros. Además fue jefe de coordinación sectorial y jefe de Planificación de Odeplan.
A continuación, entre 1989 y 2004 fue alto directivo del grupo español Santander, donde llegó a ser segundo vicepresidente del Banco Santander Chile. También ocupó los cargos de gerente general de Compañía de Seguros de Vida Santander, director del Banco Santander Chile y de Bansander AFP, gerente general de Santander Chile Holding y de presidente de la AFP Summa Bansander, entre otros.
Desde 2005 fue inversionista independiente, ocupando directorios de Endesa Chile, Construmart, D&S, LAN Airlines, Viña San Pedro e Inmobiliaria Titanium, entre otros.
En marzo de 2010 asumió como director de Codelco por encargo de la presidenta Michelle Bachelet, en el marco de la nueva ley n° 20.392 sobre gobierno corporativo de la empresa. La presidencia del directorio le fue encargada por Sebastián Piñera —de quien fue compañero en la PUC—. dos meses después, ejerciéndola hasta 2014. En 2013 fue confirmado en el cargo de director para servir por un periodo de cuatro años.
En el ámbito académico ha enseñado introducción a la economía, macroeconomía, marketing, investigación de mercados, estadísticas y costos, en las universidades Adolfo Ibáñez, De Chile, De Santiago, Gabriela Mistral y de Concepción.